# Coroncina

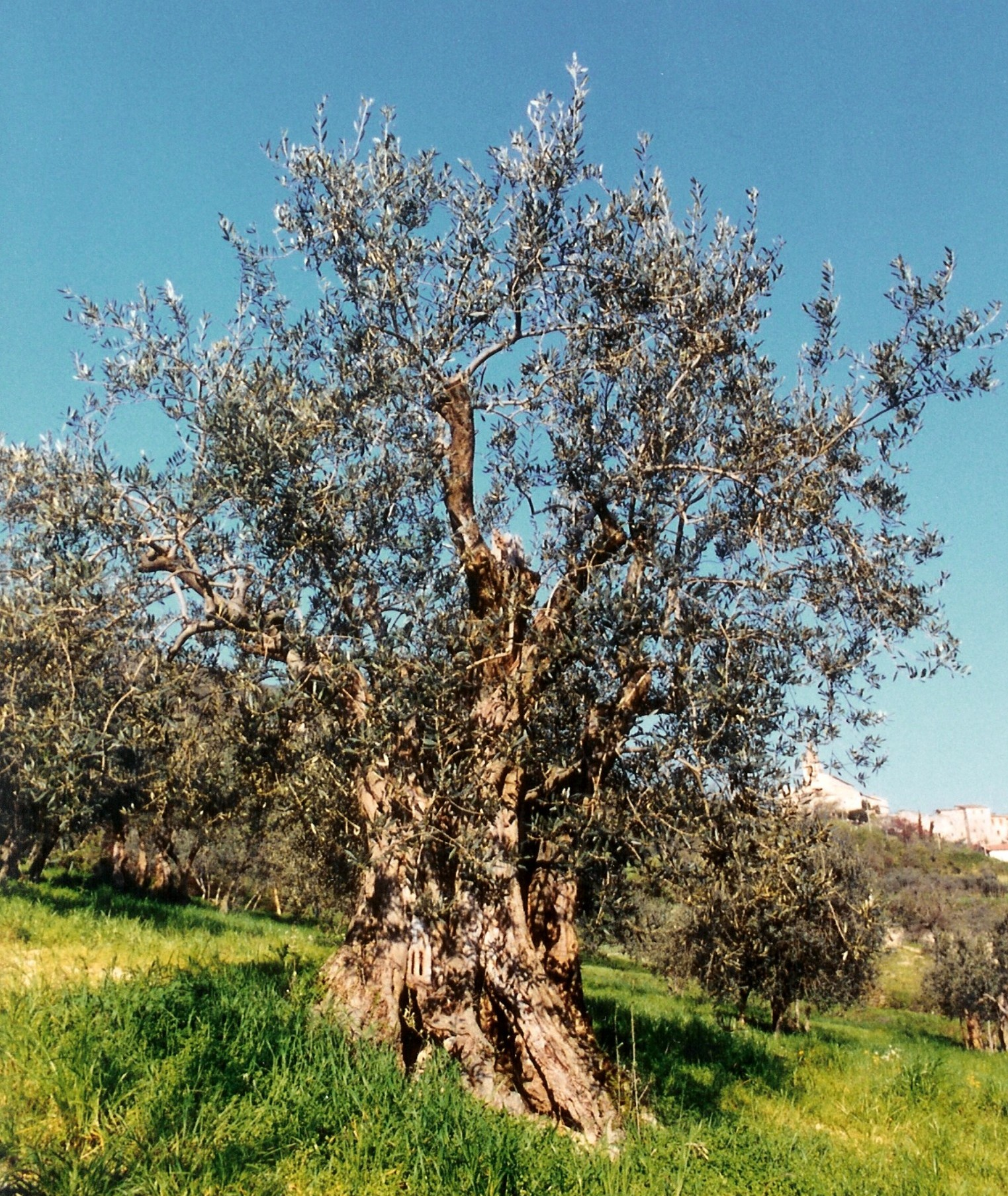
Pianta-madre della cultivar Coroncina, sullo sfondo il Castello di Pievefavera, Caldarola

La Coroncina è una cultivar di olivo marchigiana.

## Area di diffusione
Cultivar marchigiana, diffusa nella provincia di Macerata, con maggiore concentrazione nei comuni di Caldarola e Serrapetrona, fino alle aree interne, ad altitudini superiori ai 600 m s.l.m.
Nell'ambito del territorio olivicolo regionale sono presenti areali particolari per la composizione varietale e in questo, situato nell'alta valle del Chienti, dove la superficie coltivata ad olivo, sul totale di quella regionale, è molto basso, è reso di assoluto interesse per la presenza, ad elevato grado di diffusione, della varietà autoctona Coroncina. Poche altre varietà sono compresenti in modo sporadico in particolare nelle frazioni di Pievefavera, Valcimarra e Croce nel Comune di Caldarola. In questa parte del territorio dove il clima è mitigato dalla presenza del Lago di Caccamo, la presenza della Coroncina, storicamente, è accompagnata come impollinatori da alcune altre varietà autoctone quali: Oliva Riccia (sinonimo locale del Piantone di Mogliano), Sarga (sinonimo locale dell'Orbetana) e Oliva grossa (varietà presente solo nel comune di Caldarola come oliva da mensa),

## Storia
Studi storici finora condotti su innumerevoli documenti presenti negli Archivi di Stato e Comunali hanno dato riscontro dell'importanza dell'olivicoltura nel territorio interessato in ogni epoca indagata, ma solo nella bibliografia del Novecento compare il nome della varietà Coroncina anche se l'esistenza di piante madri secolari ne provano l'antica presenza.

### Comune di Caldarola: terre olivate e antichi frantoi
Nell'Archivio Storico di Caldarola, in una Reformatio del 1453, si fa obbligo a chi non ha terra apprezzata in catasto e non possiede alberi fruttiferi di "plantare seu pasconare duas plantas donec habbuit ad minus in suo territorio viginti pedes olivarum, duas plantas ficuum, (...) " entro quindici giorni. Sempre dall'Archivio Storico di Caldarola, R. Cicconi ha tratto dati circa l'oscillazione del prezzo dell'olio per cui "nel 1437 "unum bazzile" si valutava 4 anconetani, probabilmente gli 8 soldi pagati per un petitto nel 1441. Sale a 10 l'anno dopo, a 16 nel 1443, scende ancora a 10 nel 1447 e a 12 nel 1484, cioè circa 11 soldi, mediamente a petitto e quindi 5-6 per litro".
Per quanto riguarda Caldarola nel Cinquecento, sempre grazie agli esiti delle ricerche pubblicati sempre dal Cicconi "i frantoi dell'olio dovevano essere almeno due, come si apprende da una delibera consiliare del 28 giugno 1567 allorché viene approvato all'unanimità "quod reaptetur strata a Porta Santa usque ad hostium molendini ab oleo seu frisculo" e da un rogito del 9 aprile 1580 stipulato "in pestrino olivarum posito in castro novo", segno di una consistente produzione olearia.
Sempre lo stesso autore cita un documento datato 21 maggio 1565 in cui Domenico di Giovanni e Nicola di Francesco di Pievefavera vendono a Giovanni di Cristoforo "salmas octuaginta nochiarum olivarum conductas in portu fornacis dicti Johannis" per 24 fiorini (anche anticamente la sansa aveva un suo uso).
Nell'Inventario dei beni fatto redigere dai Borgia nel periodo di occupazione della Signoria dei Varano (luglio 1502-agosto 1503) nello Stato di Camerino, figurano:
Molina de olio:
Lo molino de Valcimarra rende de olio quartaroni 4
La macena de Borgiano rende de olio quartaroni 12
La macena de Pievefaveri rende de olio quartaroni 4
Lo molino de Vastriginano rende de olio quartaroni 4
Le macene de Croce sonno deli contadini di quel castello rendono ad la Camera fogliecta una per soma che fanno quartaroni doi l'anno.
Nei suoi scritti, Cicconi riporta come un quartarone d'olio corrispondesse alla quarta parte di una soma e cioè a circa 20 litri. Con questi dati si potrebbero azzardare delle stime sulla produzione totale di ciascun frantoio sapendo da altre fonti che in genere all'epoca il compenso per la molitura era circa la ventesima parte del macinato: Valcimarra 16 q d'olio, Borgiano 48 q d'olio, Pievefavera 32 q d'olio, Vestignano 16 q d'olio.

### Il frantoio della Parrocchia di Pievefavera
Il 23 gennaio 1604 il pontefice Clemente VII, rispondendo all'istanza presentata dal pievano Claudio Della Ricca, approvò e concesse in perpetuo alla Chiesa di Pievefavera e ai suoi rettori protempore, il frantoio della Reverenda Camera Apostolica, posto sotto la Canonica, in permuta di alcune rendite che la Parrocchia cedette alla Camera Apostolica e che erano pari a 25 scudi l'anno.
Il 17 marzo 1604 il Camerlengo Pietro Cardinal Aldobrandini di Moto Proprio eseguì la concessione con sua Lettera Patente in pergamena attualmente conservata nell'Archivio Parrocchiale e che a Roma risulta ufficialmente registrata. Con tale atto la Chiesa Parrocchiale di Pievefavera aveva ottenuto il possesso del solo "molino a olio" in tutto il territorio ad essa sottoposto ed era stato posto affinché tutte le olive quivi prodotte fossero macinate in detto frantoio, pagando per ogni "mesta di oliva la molitura di tre fogliette di olio all'uso antico".
Il 19 marzo 1801 papa Pio VII stabilì che le olive potevano essere lavorate in qualsiasi frantoio, fatto salvo che in tutto il territorio di Pievefavera potesse esistere il solo frantoio parrocchiale. In tal periodo fu diminuito il prezzo della molitura da tre a due fogliette per "mesta".
Nel 1809 i fratelli Pittoni di Pievefavera, grazie alla libertà concessa dal Regime Francese, aprirono un nuovo frantoio sotto la loro casa e fissarono il prezzo per la molitura pari a mezza foglietta. Il frantoio della Parrocchia si trovò costretto a ridurre il prezzo ad una foglietta. Successivamente i Pittoni annullarono qualsiasi prezzo e il 3 marzo 1826 furono condannati alla chiusura del frantoio, al pagamento delle spese e al risarcimento dei danni. Successivamente nel 1848 i Pittoni aprirono di nuovo un frantoio e tornarono ad essere condannati alla demolizione da parte della Sacra Rota di Roma.
Dai primi dell'Ottocento, quando fu abolito il privilegio della Parrocchia di macinare tutte le olive del territorio ad essa sottoposto, la maggioranza dei pievani andarono in altri frantoi lontani qualche chilometro, dove si spendeva meno e le lavorazioni avvenivano in tempi più celeri.
Un breve appunto del Cicconi indica che nel 1852 nel Catasto Urbano di Caldarola risultavano registrati tre frantoi:
1. di Paolo Betti e di Andrea e Domenico Pettoni,
2. di Raffaele Berardi a Pian di Busso,
3. di Domenico Gentilucci a Fiorenzuola;

segno ancora della consistente produzione olearia del tempo.
All'epoca, la famiglia Rosi di Ussita, proprietaria di molti oliveti a Pievefavera, possedeva un frantoio fuori dal territorio della Pievania e nel 1892 il Pievano di allora presentò a loro nome istanza alla Camera Apostolica per dare la possibilità ai Rosi di trasferire il frantoio nel Castello e per poter lavorare (più agevolmente e con minore spesa) le sole olive di loro proprietà, compensando la Parrocchia con una somma annuale quale indennizzo per il mancato incasso. A tale richiesta l'Economato Generale rispose negativamente, ma nonostante ciò i Rosi portarono ugualmente il frantoio a Pievefavera. Nella seconda metà degli anni trenta iniziò una lunga corrispondenza fra il Parroco Don Paolino Marinelli e Domenico Rosi nella quale si cercava di arrivare per lo meno a stabilire l'entità del risarcimento da corrispondere. Nessun documento testimonia che siano poi giunti ad un tale accordo.
Il frantoio della Parrocchia venne chiuso intorno agli anni cinquanta per riaprire nelle stesse stanze nel 1982 sotto forma di Cooperativa. Dopo il sisma del 1997 il frantoio fu di nuovo chiuso.

## Caratteristiche

### Caratteri vegetativi
Albero di media vigoria con portamento espanso; chioma poco voluminosa di media densità; rami fruttiferi lunghi e poco ramificati; internodi medi; foglie di dimensioni medio-grandi ed espanse; infiorescenze di media lunghezza, a struttura piuttosto compatta ed elevata ramificazione del rachide.
Buona la capacità rizogena; viene coltivata in terreni poveri e ghiaiosi.

### Caratteri produttivi e agronomici
Entrata in produzione delle piante precoce; produttività media e costante. Drupa di dimensioni medie di forma ovoidale, talvolta con caratteristica sporgenza nella saldatura dei carpelli. Resa in olio medio-bassa, inolizione tardiva. Rapporto polpa-nocciolo medio-basso. Invaiatura tardiva e scalare. Consistenza della polpa e resistenza al distacco elevate fino a maturazione avanzata.
Periodo ottimale di raccolta intorno a fine novembre, prima metà di dicembre.

### Olio
Olio di ottima qualità, molto fruttato, amaro e pungente, con sentore di carciofo, di colore verde intenso, ad elevato contenuto in polifenoli e clorofilla e buon rapporto grassi insaturi/saturi.
È da sempre che la gente compra l'olio di Coroncina, giungendo da luoghi lontani da quello di produzione è disposta a pagarlo "caro". A partire dalla fine del Novecento, studi scientifici hanno dato conferma alle "antiche credenze". Ed è da questa particolare varietà autoctona, inserita in un contesto paesaggistico, storico, culturale e sociale del tutto speciale, che si ottiene la produzione di un olio monovarietale, dotato in purezza, di una identità genetica, chimica e sensoriale non ripetibile fuori dal suo limitato areale di coltivazione.
Varietà da olio, adatta per impianti ad elevata densità, con forma di allevamento a vaso cespugliato o policonico, adatta alla raccolta manuale o agevolata con pettini pneumatici.